# Mnet 20's Choice Awards
Mnet 20's Choice Awards là một giải thưởng âm nhạc lớn được tổ chức hàng năm tại Hàn Quốc.

## Danh sách người chiến thắng

### 20's Choice Awards
| 20's Ngôi sao điện ảnh – Nam | 20's Ngôi sao điện ảnh – Nữ |
| --- | --- |
| - Ryu Seung-ryong (Miracle in Cell No. 7) - Ha Jung-woo ('The Berlin File) - Kim Soo-hyun (Secretly, Greatly) - Lee Byung-hun (Masquerade) - Song Joong-ki (A Werewolf Boy) | - Park Bo-young (A Werewolf Boy) - Kim Min-hee (Very Ordinary Couple) - Jun Ji-hyun (The Berlin File) - Park Shin-hye (Miracle in Cell No. 7) - Gong Hyo-jin (Boomerang Family)'                        |
| 20's Ngôi sao truyền hình - Nam | 20's Ngôi sao truyền hình – Nữ |
| - Lee Jin-wook (Nine: Nine Time Travels)' - Zo In-sung (That Winter, The Wind Blows) - Lee Jong-suk (I Can Hear Your Voice, School 2013) - Oh Ji-ho (Queen of the Office) - Lee Seung-gi (Gu Family Book) | - Bae Suzy (Gu Family Book) - Kim Hye-soo (Queen of the Office) - Song Hye-kyo (That Winter, The Wind Blows) - Lee Bo-young (I Can Hear Your Voice, My Daughter Seo-young) - Soo Ae (Queen of Ambition) |
| 20's Phong cách | 20's Ngôi sao đa dạng |
| - CL (The Baddest Female) - 4Minute (What′s Your Name) - Beenzino (Agua Man) - Lee Hyori (Bad Girls, Miss Korea) - Kim Won-jung (2012 Herald Donga TV - Best Model) | - Shin Dong-yup (SNL Korea) - Tak Jae-hoon (Beatles Code) - Lee Juck (Enemy of Broadcasting) - Choi Jong-hoon (Blue Tower) - Kim Jin-pyo (Top Gear Korea)                                               |
| 20's Booming Star – Nam | 20's Booming Star – Nữ |
| - Roy Kim (Spring, Spring, Spring) - Do Ji-han (Incarnation of Money, The Tower) - Kim Woo-bin (School 2013, A Gentleman's Dignity) - Yong Jun-hyung (Monstar) - Super Junior-M Henry (Final Recipe, Trap [Album])                                                                                                  | - Ha Yeon-soo (Monstar) - Kim Seul-gie (SNL Korea, Flower Boys Next Door) - Kim Ye-rim (All Right) - Lee Yu-bi (Gu Family Book, The Innocent Man) - Baek Jin-hee (Pots of Gold, Jeon Woo-chi)           |
| 20's Trình diễn | 20's Ngôi sao toàn cầu |
| - Shinee (Dream Girl) - 4Minute (What′s Your Name) - SISTAR (Give it to Me) - Shinhwa (This Love) - Girls' Generation (I Got a Boy) | - Shinhwa - 2PM - Super Junior-M - EXO - Infinite |
| 20's Ban nhạc hấp dẫn | 20's Rapper hấp dẫn |
| - Daybreak (Love Actually) - Romantic Punch (Saturday Night Fever) - J Rabbit (Nowadays, You Are) - Idiotape (Even Floor) - Galaxy Express (Always) | - VerbalJint (If It Ain′t Love) - Geeks (Wash Away) - Baechigi (Shower of Tears) - Beenzino (Aqua Man) - Double K (Rewind)                                                                              |
| 20's Nhạc Cover | 20's Âm nhạc trực tuyến |
| - Roy Kim & Jung Joon-young (Superstar K4) - After Turning Into Dust - Yoo Seung-woo (Superstar K4) - My Son (Kim Gun-mo) - Yong Jun-hyung (Monstar OST) - Past Days (Ryu Jae-ha) - Lee Ye-joon (Voice of Korea 2 - For You, For You (Lee Seung-hwan) - Daybreak (Band Generation) - Sad Mannequin (Hyun Jin-young) | - SISTAR (Give it to Me) - Lee Hyori (Bad Girls) - 4Minute (What′s Your Name) - Cho Yong-pil (Hello) - Girls' Generation (I Got a Boy)                                                                  |
| 20's Giọng ca | |
| - Shinhwa (This Love) - Cho Yong-pil (Bounce, Hello) - PSY (Gentleman) - Lee Hyori (Bad Girls, Miss Korea) - SISTAR (Give it to Me) | |

### Giải thưởng đặc biệt
| 20′s Record                | 20′s Black Yak Marmot Blue Carpet Popularity Award |
| -------------------------- | -------------------------------------------------- |
| - Cho Yong-pil             | - Lee Hyori                                        |
| Best Global Touring Artist | Biểu tượng của 20′s                                |
| - Infinite                 | - Lee Hyori                                        |

## 2012
Danh sách người chiến thắng:

## 2011
Buổi lễ diễn ra vào ngày 07 tháng 7 tại bể bơi River Park - khách sạn Seoul-Walkerhill với nam diễn viên Song Joong Ki và ca sĩ Bae Suzy của miss A làm MC.

## 2010
20's Những ngôi sao có ảnh hưởng nhất:
- 2PM
- 4minute
- T-ara
- 2AM
- Lee Su Geun
- Ki Sung Yong
- Kim Tae Won
- Supreme Team
- Park Myung Soo
- Bang Shi Hyuk
- Kim Hyun-joong
- Tiger JK and Yoon Mirae
- Kim Gab Soo
- UV
- Shin Se Kyung
- Chun Jung Myung
- Lee Jung Jae
- Seo In Young
- Jo Kwon
- Ahn Chul Soo
- Beast
- 4minute
- 2PM

## 2009
- Ngôi sao truyền hình hấp dẫn nhất, Nam: Lee Seung-gi (Brilliant Legacy)
- Ngôi sao truyền hình hấp dẫn nhất, Nữ: Han Hyo-joo (Brilliant Legacy)
- Ngôi sao điện ảnh hấp dẫn nhất, Nam: Ha Jung-woo (Take Off]])
- Ngôi sao điện ảnh hấp dẫn nhất,Nữ: Ha Ji-won (Haeundae)
- Ngôi sao CF hấp dẫn nhất: 2NE1 & Big Bang – Lollipop
- Ngôi sao mới nổi hấp dẫn nhất: 2NE1
- Ngôi sao đa dạng hấp dẫn nhất: Gil
- Nhân vật hấp dẫn nhất: Teacher Kang
- Multitainer hấp dẫn nhất: Lee Hyori
- Ngôi sao thể thao hấp dẫn nhất: Kim Yuna
- Thân hình hấp dẫn nhất: Lee Hyori
- Phong cách hấp dẫn nhất: Lee Hyori
- Thời trang hấp dẫn nhất: Shin Min-a
- Bài hát trực tuyến hấp dẫn nhất: Fire - 2NE1
- Ngôi sao trình diễn hấp dẫn nhất: 2PM
- Boom Up Song hấp dẫn nhất: Neverending Story - Yoon Sang-hyun
- Cặp đôi hấp dẫn nhất: Kim Young Jun và Hwang Jung-eum
- Đẹp trai nhất: Nichkhun
- HOT Summer Heat Popularity: 2PM

## Người chiến thắng nhiều nhất
| Thứ hạng  | 1st       | 2nd          | 3rd | 4th              |
| --------- | --------- | ------------ | --- | ---------------- |
| Nghệ sĩ   | Lee Hyori | Super Junior | 2PM | 2NE1, Zo In-sung |
| Tổng cộng | 7         | 5            | 4   | 3                |